# Helmut Bradl
Helmut Bradl (Edenried, 17 november 1961) is een Duits motorcoureur. Zijn zoon Stefan Bradl is eveneens motorcoureur en won in 2011 het Moto2-kampioenschap.
Bradl maakte in 1986 zijn debuut in de 250cc-klasse van het wereldkampioenschap wegrace op een Honda met een wildcard in de Grand Prix van Joegoslavië. In 1987 reed hij wildcardraces in Duitsland en Oostenrijk alvorens in 1988 zijn fulltime debuut te maken in het kampioenschap. In 1989 behaalde hij tijdens zijn thuisrace zijn eerste pole position, maar eindigde in de race uiteindelijk als vierde. In 1990 werd hij, ondanks het breken van enkele botten in zijn enkel tijdens de trainingen voor de TT van Assen, vierde in het kampioenschap met podiumplaatsen in Spanje, Italië, Groot-Brittannië, Tsjecho-Slowakije, Hongarije en Australië.
In 1991 beleefde Bradl zijn beste seizoen. Hij won de races in Spanje, Duitsland, Oostenrijk, Tsjecho-Slowakije en Le Mans en was het gehele seizoen in de strijd om het kampioenschap, dat hij uiteindelijk nipt verloor van Luca Cadalora. In de twee jaren die volgden wist hij deze successen niet meer te behalen en behaalde nog vier podiumplaatsen, voordat hij aan het eind van 1993 het kampioenschap verliet. In 1995 maakte hij een eenmalige comeback in het wereldkampioenschap superbike op een Kawasaki met een wildcard op de Salzburgring, waarin hij de races als zestiende en elfde finishte.